# Zacharie (roman)
Pour les articles homonymes, voir Zacharie.
Zacharie est un polar de John La Galite publié le 3 mars 1999 aux éditions Plon et ayant reçu le Grand prix RTL–Lire la même année.

## Éditions
- Éditions Plon, 1999  (ISBN 978-2259189828)
- Éditions Pocket, 1999  (ISBN 978-2266097673)